# Fabolous
Fabolous, de son vrai nom John David Jackson, né le 18 novembre 1977 à Brooklyn, New York, est un rappeur américain. La carrière de Jackson débute en 1998 ; il se lance dans le rap sur l'émission de radio présentée par DJ Clue, puis sur Hot 97. Jackson est ensuite signé au label de DJ Clue, Desert Storm puis assure un contrat de distribution avec Elektra Records. 
Son premier album, Ghetto Fabolous (2001), contient les singles à succès Can't Deny It et Young'n (Holla Back), qui popularisent Jackson. Son deuxième album s'intitule Street Dreams, publié en 2003, qui contient les singles ayant atteint le Top 10 Can't Let You Go et Into You (Fabolous song). Hormis les chansons de ces albums, Jackson compte également d'autres singles à succès comme Trade It All, Pt. 2, Breathe, Make Me Better, Baby Don't Go, Throw It in the Bag et You Be Killin' Em. Il est également connu pour sa participation à des singles comme Superwoman Pt. II de Lil' Mo, Dip It Low de Christina Milian, Shawty Is a 10 de The-Dream, Addiction de Ryan Leslie, I Can't Hear the Music de Brutha, She Got Her Own de Jamie Foxx, et Say Aah de Trey Songz.
En 2004, Jackson signe au label Atlantic Records, après son départ d'Elektra, et publie Real Talk, son premier et unique album chez Atlantic. En 2006, Jackson met un terme à son contrat avec Atlantic et signe officiellement chez Def Jam Recordings. Toujours en 2006, Jackson fonde son propre label, Street Family Records. En 2007, il publie From Nothin' to Somethin', au label Def Jam. En 2009, il publie son cinquième album, Loso's Way. Au fil des années, Jackson publie plusieurs mixtapes, incluant les séries à succès There Is No Competition et The S.O.U.L. Tape. Il publie son sixième album, The Young OG Project, en 2014.

## Biographie

### Jeunesse et débuts (1977–2000)
Fabolous est né John David Jackson le 18 novembre 1977 et est d'origines dominicaine et afro-américaine,. Il grandit à Breevort Houses dans le quartier de Bedford-Stuyvesant de Brooklyn, à New York,. Il commence à rapper au lycée puis est invité à se produire dans l'émission de radio de DJ Clue, puis sur la chaîne de radio new-yorkaise Hot 97. DJ Clue signe Fabolous à son label, Desert Storm Records,. Fabolous participe ensuite à plusieurs mixtapes. Cela aide Fabolous et Desert Storm à conclure un contrat de distribution avec Elektra Records. Lors d'un entretien effectué le 6 septembre 2001 avec Hot104.com, Fabolous explique ne jamais avoir prévu de devenir rappeur : « Je voulais juste me faire un peu d'argent, vous savez ? J'en avais marre d'être à la ramasse. Grâce à ça, je pouvais me faire un peu d'argent. C'est ce qui m'est arrivé. » En 2015, Fabolous a une fortune estimée à $23 millions.

### Carrière

#### Ghetto FabolousetStreet Dreams(2001–2003)
Fabolous publie son premier album, Ghetto Fabolous, le 11 septembre 2001. Il débute quatrième au classement Billboard 200, avec 143 000 exemplaires écoulés la première semaine,. Le premier single de l'album, Can't Deny It, est produit par Rick Rock et fait participer Nate Dogg interpolant la chanson de Tupac Shakur, Ambitionz Az a Ridah. Il est classé au Billboard Hot 100 aux côtés de deux autres singles. Les autres singles classés s'intitulent Young'n (Holla Back), produit par The Neptunes, et Trade It All, qui fait participer Jagged Edge et est produit par DJ Clue et Duro.
Fabolous publie son deuxième album Street Dreams le 4 mars 2003. Contenant le beat de Just Blaze et la voix de Lil' Mo et Mike Shorey, le single Can't Let You Go atteint la deuxième place du Rhythmic Top 40 et la quatrième place du Billboard Hot 100. Into You avec Tamia atteint également la quatrième place du Billboard Hot 100. Exactement sept mois plus tard, le 4 novembre 2003, Fabolous publie sa mixtape officielle, More Street Dreams, Pt. 2: The Mixtape. Elle est publiée au label Elektra. L'album contient des remixes et chansons originellement non destinés à Street Dreams. Il contient un remix de la chanson Fire, extraite de l'album homonyme de Joe Budden.

#### Real TalketFrom Nothin' to Somethin'(2004–2008)
Sur sa lancée, Fabolous sort son troisième album solo, Real Talk, fin 2004. Mais malgré une entrée en sixième position dans le top album, l’engouement du public ne suit pas. Seulement deux singles se classent dans les meilleures ventes, Breathe et Baby. Mais Fabolous se console avec sa première nomination aux Grammy Awards pour sa collaboration avec Christina Milian sur le titre Dip It Low. Fabolous quitte Atlantic Records pour Def Jam, dans un échange comprenant Musiq Soulchild.
Fabolous reste dans l’ombre et ne fait que quelques apparitions aux côtés de Cassidy, Jennifer Lopez ou Ray J. En octobre 2006, il reçoit une balle lors d’une fusillade à la sortie d’un club. Il est ensuite arrêté pour possession illégale d’arme à feu alors qu’il se fait soigner à l’hôpital. Les poursuites contre lui sont abandonnées début juin 2007, l’accusation ne pouvant prouver que les armes lui appartenaient.
Juin 2007, c’est aussi le mois que choisit Fabolous, pour revenir sur le devant de la scène avec son quatrième album solo, From Nothin' to Somethin'. Retour réussi, puisque l’album se propulse en tête du Top R&B/Hip-Hop Albums, une première dans sa carrière. Dès la première semaine, il atteint la place de numéro 2 des charts. Pour cet album, Fabolous s’entoure de Young Jeezy sur Diamonds, Ne-Yo sur Make Me Better produit par Timbaland, T-Pain sur Baby Don’t Go, Akon sur Change Up et Swizz Beatz sur Return of the Hustle. Cet album s'est écoulé à plus de 500 000 exemplaires.
Le 11 juin 2007, son meilleur ami, le rappeur Stack Bundles, est assassiné, mais malgré son chagrin, Fabolous continue à avancer avec de nombreux projets, comme une collaboration avec le chanteur coréen, Se7en sur This Is My Year. Il apparaîtra aussi sur les albums de Bobby Valentino, Special Occasion, de Cassidy. À 30 ans, la carrière de Fabolous connaît un second souffle grâce à Def Jam. La même année, Fabolous collabore avec la marque Rich Yung pour créer sa propre ligne de vêtements.

#### Loso's Way(2009)
En 2009, Fabolous sort son cinquième album intitulé Loso's Way inspiré du film de Brian De Palma, L'Impasse (Carlito's Way). Les deux premiers singles de l'album sont My Time avec Jeremih et Throw it in the Bag avec The-Dream. Le troisième single est Everything, Everyday, Everywhere avec Keri Hilson, le quatrième est When Money Goes (Remix) avec Jay-Z et enfin, le cinquième est Imma Do It avec Kobe. Cet album restera deux semaines numéro 1 des charts américains.

#### SériesThere Is No CompetitionetThe Soul Tape(depuis 2010)
Le 4 mars 2010, Fabolous présente une nouvelle mixtape, appelée There is No Competition 2: The Funeral Service. Le 31 août 2010 sort la mixtape There is No Competition 2: The Funeral Service EP, qui contient cinq nouveaux titres. Fabolous prévoit ensuite de sortir son sixième album studio, Loso's Way 2: Rise to Power, en novembre 2010. Le titre renvoie à nouveau au film L'Impasse mais cette fois à sa préquelle L'Impasse : De la rue au pouvoir (Carlito's Way: Rise to Power) sorti directement en DVD en 2005. Le 25 décembre, il sort une nouvelle mixtape intitulée There Is No Competition: Death Comes In 3's qui est téléchargée plus de 250 000 fois le jour de la sortie.
Le 30 juillet 2014, Fabolous annonce un nouveau single en été avec Chris Brown.
En novembre 2017, il publie l'album Friday on Elm Street, en collaboration avec Jadakiss, dont le titre s'inspire des sagas de films d'horreur Vendredi 13 (Friday the 13th) et Freddy (A Nightmare on Elm Street).

### Vie privée

#### Famille
Lors d'un entretien avec le magazine XXL, Fabolous révèle sa relation avec la styliste Emily Bustamante, qui participe à l'émission Love & Hip Hop sur la chaîne américaine VH1 depuis 2011. Lui et sa compagne ont un enfant né en février 2008 appelé Johan Jackson. En 2014, Fabolous et Bustamante annoncent la venue d'un deuxième enfant. Le 1er juin 2015, le couple donne naissance à leur deuxième fils, Jonas Jackson.

## Affaires judiciaires
En janvier et mars 2003, Fabolous est arrêté pour possession d’une arme à feu sans permis dans sa voiture. Son garde du corps a plus tard fourni la preuve de la propriété de l’arme,. Il reçoit une balle dans la jambe droite le matin du 17 octobre 2006 à Manhattan après avoir quitté Justin’s, un restaurant appartenant à Sean « Diddy » Combs. Fabolous est soigné dans un hôpital local, et en sort huit jours plus tard.
En juin 2010, le NYPD enquête sur un possible lien entre Fabolous et le meurtre d’un rappeur parvenu nommé G-Baby près d’une discothèque du Queens car il était parti quelques secondes après que le meurtre avait eu lieu.

## Discographie

### Albums studio
- 2001 : Ghetto Fabolous
- 2003 : Street Dreams
- 2004 : Real Talk
- 2007 : From Nothin' to Somethin'
- 2009 : Loso's Way
- 2014 : The Young OG Project
- 2017 : Friday on Elm Street (avec Jadakiss)

### EP
- 2010 : There Is No Competition 2: The Grieving Music Mixtape

### Mixtapes et maxis
- 2003 : More Street Dreams, Pt. 2: The Mixtape
- 2006 : Loso's Way: Rise to Power
- 2008 : There Is No Competition
- 2010 : There Is No Competition 2: The Funeral Service
- 2010 : There is No Competition 2: The Funeral Service EP
- 2011 : The Soul Tape
- 2011 : There Is No Competition: Death Comes In 3's
- 2012 : The Soul Tape 2
- 2013 : The Soul Tape 3

### Singles
- 2001 : Young´n (Holla Back)
- 2001 : Can't Let You Go ft Lil' Mo
- 2003 : Breathe
- 2004 : This Is My Party
- 2004 : Badaboom ft B2K
- 2005 : She's No You Neptunes Remix ft Jesse McCartney
- 2007 : Baby Don't Go ft T-Pain
- 2007 : Diamonds ft Young Jeezy
- 2007 : Return Of The Hustle ft Swizz Beatz
- 2009 : It's My Time ft Jeremih
- 2009 : Throw It In The Bag ft The-Dream
- 2009 : Everything, Everyday, Everywhere ft Keri Hilson
- 2009 : Imma Do It ft Kobe
- 2010 : I'm Raw
- 2010 : Body Ya
- 2013 : I Love It ft Cassie
- 2013 : Ready ft Chris Brown